# Dicționarul membrilor Academiei Române (1866–2010)
Dicționarul membrilor Academiei Române (1866–2010), publicat sub egida Academiei Române, la inițiativa și sub coordonarea Fundației Naționale pentru Știință și Artă și redactat de Dorina N. Rusu, este ediția a IV-a, revăzută și adăugită, a lucrării ale cărei trei ediții precedente se refereau, respectiv, la perioadele 1866–1996, 1866–1999 și 1866–2003.
Lucrarea este un dicționar enciclopedic ce conține fișele biografice ale tuturor membrilor Academiei Române din perioada indicată, încadrate de informații suplimentare cu caracter istoric și cultural.
Cuprins
- Cuvânt înainte (acad. Eugen Simion)
- Academia Română. Repere cronologice
- Aprecieri despre Academia Română
- Introducere (Dorina N. Rusu)
- Membrii Academiei Române. 1866–2010. Dicționar

Anexe
- Președinții Academiei Române
- Vicepreședinții Academiei Române
- Secretarii generali ai Academiei Române
- Președinții de onoare ai Academiei Române
- Protectorii Academiei Române
- Membrii Academiei Române
- Membrii Academiei Române, laureați ai Premiului „Nobel”
- Discursuri de recepție